# 수산초등학교 하남대사분교
수산초등학교 하남대사분교는 대한민국 경상남도 밀양시 하남읍 대사리에 있었던 공립 초등학교이다.

## 학교 연혁
- 1922년 3월 18일 하남공립보통학교(4년제) 개교(설립인가 3월 1일)(11학급 편성 학생수 317명)
- 1938년 4월 1일 하남대사공립심상소학교로 교명 변경
- 1941년 4월 1일 하남대사공립국민학교로 교명 변경
- 1968년 3월 1일 16학급 편성 학생수 1020명
- 1981년 3월 15일 병설유치원 개원
- 1995년 6월 7일 농촌형 급식학교 선정
- 1996년 3월 1일 하남대사초등학교로 교명 변경
- 2007년 3월 1일 병설유치원 폐원
- 2009년 2월 10일 다목적실 하남관 및 대사도서관 개관
- 2012년 2월 15일 제 87회 졸업(졸업생 총 6426명)
- 2012년 3월 1일 수산초등학교 하남대사분교장 인가
- 2013년 2월 28일 수산초등학교에 통합